# Harpactea agnolettii
Harpactea agnolettii là một loài nhện trong họ Dysderidae.
Loài này thuộc chi Harpactea. Harpactea agnolettii được miêu tả năm 1978 bởi Brignoli.